# Wright Model A
Il Wright Model A, un biplano canard monomotore biposto, fu il quarto aeroplano costruito dai fratelli Wilbur e Orville Wright. Volò per la prima volta nel 1908, e divenne in seguito il primo modello di aereo ad essere prodotto in serie. La sua variante militare, leggermente modificata rispetto a quella civile, era nota come Wright Military Flyer; un velivolo di questo modello venne acquistato dall'esercito degli Stati Uniti nel 1909.

## Storia del progetto
I fratelli Wright avevano iniziato le loro ricerche in campo aeronautico nel 1899; dopo aver eseguito prove ed esperimenti accurati con una serie di alianti, nel 1903 erano riusciti a far volare una macchina motorizzata, il loro famoso Flyer I, spesso considerato il primo velivolo motorizzato più pesante dell'aria ad aver compiuto un volo prolungato e controllato con un pilota a bordo. Nel 1904 e nel 1905 avevano proseguito le loro sperimentazioni, facendo volare con sempre maggiore successo dapprima il Flyer II e quindi il Flyer III. Quest'ultimo, che eseguì voli anche di 39 chilometri in altrettanti minuti, è spesso considerato il primo aeroplano davvero "pratico" della storia.
In seguito al notevole successo rappresentato dal Flyer III, quindi, i Wright fecero passare in secondo piano le loro attività di sperimentazione pratica per spostare la loro concentrazione sulla possibilità di ricavare un guadagno economico dalla vendita dei loro aeroplani. Nel 1903, infatti, avevano abbandonato il negozio di biciclette che gestivano insieme a Dayton, nell'Ohio, per dedicarsi interamente all'aviazione; ora, tuttavia, avevano bisogno che essa cominciasse a procurare loro un ritorno economico.
Nel corso dell'anno 1907, dopo due anni di faticosi tentativi di trovare un cliente per le loro macchine volanti, Wilbur e Orville riuscirono a far sì che due diversi enti si interessassero al Flyer III: la Compagnie Nationale de Navigation Aérienne, un consorzio aeronautico francese, e gli U.S. Signal Corps, il genio militare dell'esercito degli Stati Uniti. Entrambi si dichiararono pronti ad acquistare degli esemplari di Flyer III previa dimostrazione delle sue capacità. L'esercito statunitense, in particolare, emise il 23 dicembre 1907 una specifica (la numero 486) per una «macchina volante più pesante dell'aria».
I Wright apportarono diverse modifiche al Flyer III prima di sottoporlo nel 1908 a un nuovo ciclo di collaudi preliminari alle prove ufficiali in presenza dei potenziali clienti. Il velivolo venne dotato di un nuovo motore di maggiore potenza, di un seggiolino a due posti in luogo della precedente postazione per un singolo pilota sdraiato in posizione prona, e di un nuovo sistema di controllo. Nel corso dei test della tarda primavera del 1908 l'aereo convinse i Wright che le sue prestazioni sarebbero state sufficienti a soddisfare gli acquirenti, ma un errore di Wilbur nel maneggiare i nuovi comandi, a cui non era abituato, causò un incidente che distrusse completamente il velivolo (anche se non causò che ferite lievi al pilota).

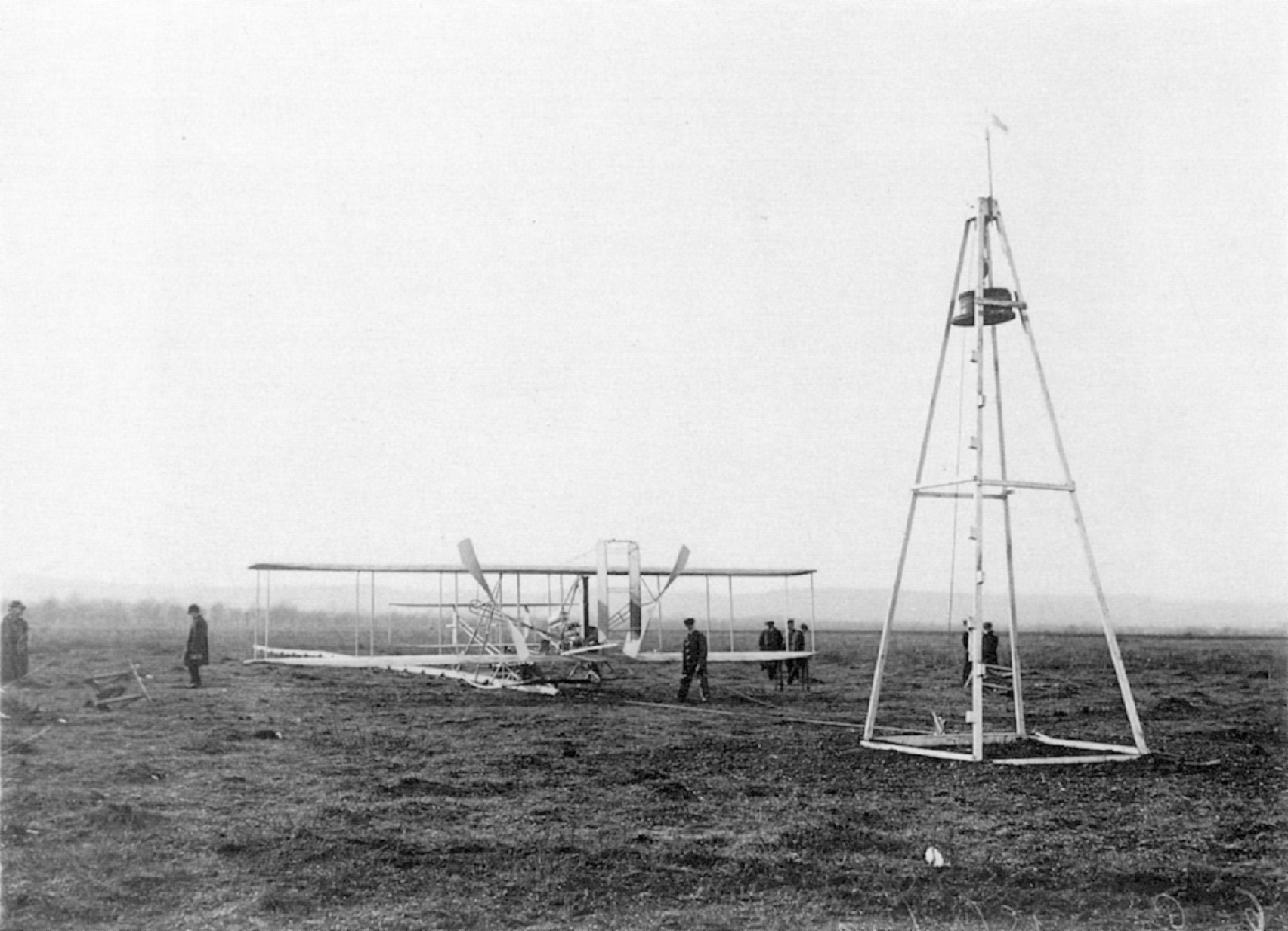
Il Model A con cui Wilbur eseguì le sue dimostrazioni in Francia tra il 1908 e il 1909 con la relativa catapulta di lancio.

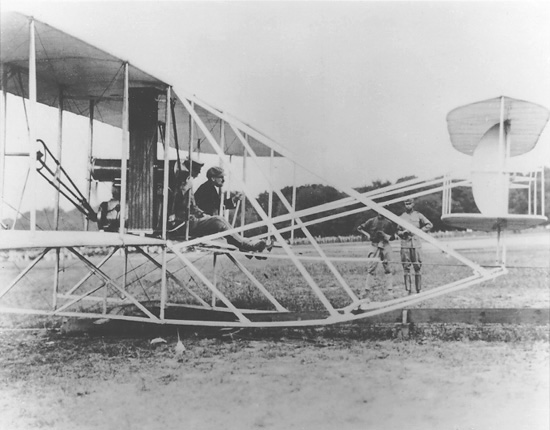
Il Wright Military Flyer, con a bordo Orville Wright e il tenente dell'U.S. Army Frank Lahm, si prepara a decollare per un volo di prova il 27 luglio 1909.

Allora Wilbur e Orville si dedicarono alla costruzione di un nuovo velivolo da offrire ai francesi e ai militari americani. Dal momento che le prove sul Flyer III avevano dato buoni risultati il nuovo aereo rimase complessivamente piuttosto simile al suo predecessore, e incorporò solo miglioramenti relativamente marginali. I Wright continuarono a chiamare "Flyer" il loro velivolo, ma l'esercito americano lo designò "Wright Model A". In seguito Wilbur e Orville si conformarono a questa designazione: quando costruirono il loro velivolo successivo, esso fu subito noto come "Wright Model B".

## Tecnica
Dal punto di vista tecnologico il Wright Model A era molto simile al suo più recente predecessore, il Flyer III. L'aereo conservava la stessa architettura complessiva che tutti i velivoli a motore dei Wright avevano condiviso fino ad allora, e che si era evoluta molto gradualmente già a partire dai loro primi alianti. Si trattava di un biplano canard (cioè con lo stabilizzatore-equilibratore collocato frontalmente anziché in coda), con un solo motore che metteva in moto due eliche controrotanti. La struttura era lignea, e le ali erano ricoperte di tela.
Rispetto al Flyer III il Model A era più lungo, leggermente più pesante ed era equipaggiato con un motore più potente, ma sempre dello stesso tipo a 4 cilindri in linea che aveva caratterizzato i modelli precedenti. La principale novità del Model A era probabilmente il fatto che era progettato per trasportare due persone anziché una sola; era quindi dotato di una panchetta a due posti e di un doppio sistema di gestione dei controlli, affinché anche il passeggero potesse pilotare l'aereo (ad esempio, in un volo di addestramento).
Quando il Flyer III era stato recuperato e rimesso in condizioni di volo per le prove del 1908 aveva subito alcune modifiche, alle quali si è già accennato. Una di esse aveva riguardato la riprogettazione del sistema di input dei comandi, che aveva dovuto essere adattato alla nuova posizione seduta assunta dal pilota (il quale in precedenza era invece sdraiato). Il nuovo sistema era basato su tre leve distinte, che regolavano separatamente il beccheggio (con il movimento dell'equilibratore), l'imbardata (con il timone) e il rollio (con lo svergolamento alare); Orville non aveva trovato difficoltà ad abituarsi alla nuova configurazione dei controlli, mentre Wilbur faticò parecchio per padroneggiarla e, quando nel 1908 un suo errore causò un incidente che distrusse il velivolo, diede la colpa alla sua scarsa dimestichezza con i nuovi controlli.
Più tardi, poco prima di cominciare i suoi voli dimostrativi in Francia, Wilbur modificò il suo Model A con un nuovo sistema di controlli che gli era più congeniale. Orville invece continuò a usare il sistema a tre leve del Flyer III, leggermente modificato, anche sul Model A che impiegò per le prove con l'esercito statunitense. Pertanto, per un breve periodo, gli aeroplani Wright costruiti su licenza in Europa furono dotati di comandi in "configurazione Wilbur" e quelli costruiti in America di comandi in "configurazione Orville".
Il sistema "Orville" prevedeva tre leve: rispetto al pilota, quella sulla destra esterna controllava il timone, quella sulla destra interna lo svergolamento alare, e quella sulla sinistra l'equilibratore. Nel sistema "Wilbur", con solo due leve, il movimento avanti o indietro della leva destra regolava lo svergolamento e il suo movimento a destra o a sinistra regolava il timone; la leva sinistra, invece, comandava l'equilibratore.

## Impiego operativo

### Il Model A in Europa
Orville Wright spedì un Model A in Francia alla fine del 1907. Quando Wilbur giunse in Europa, tra la fine della primavera e l'inizio dell'estate del 1908, aprì le casse in cui le parti del velivolo erano state imballate e trovò che esse avevano subito danni molto gravi. I doganieri francesi le avevano aperte e esaminate, poi avevano rimesso a posto i pezzi con poca attenzione. Wilbur impiegò due mesi e mezzo per eseguire le riparazioni e montare l'aeroplano, poi fu costretto ad aspettare altre settimane che il tempo meteorologico migliorasse. Nel frattempo lo scetticismo generalmente diffuso a proposito delle rivendicazioni dei Wright di essere davvero in grado di volare aumentava, e le loro speranze di vendere degli aerei in Francia diminuivano in misura corrispondente.
Il Model A di Wilbur compì il suo primo volo europeo presso Le Mans, in Francia, l'8 agosto 1908; sotto gli occhi dell'aviatore Louis Blériot e di Ernest Archdeacon, cofondatore dell'Aéro-Club de France, in un volo di meno di due minuti Wright diede dimostrazioni sufficienti delle capacità della sua macchina da sciogliere ogni scetticismo da parte del pubblico. Essi rimasero particolarmente impressionati dalla grazia delle virate inclinate compiute dal Model A, e dall'assoluta padronanza con cui esso veniva controllato. Il commento di Blériot, il pioniere dell'aviazione francese destinato a diventare famoso per la prima trasvolata del canale della Manica, fu:
Dopo quel giorno Wilbur diede altre spettacolari dimostrazioni della validità della sua macchina: prima della fine dell'anno compì voli anche di 140 minuti, toccando quote di 110 metri e portando in volo decine di persone per dimostrare che il suo velivolo era sicuro.

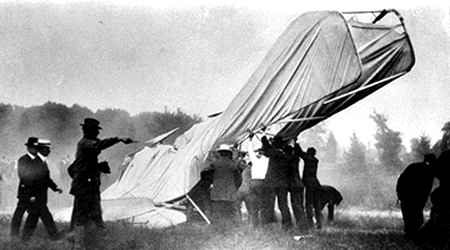
Il relitto del Model A di Orville dopo l'incidente del 17 settembre 1908 a Fort Myer, in Virginia.

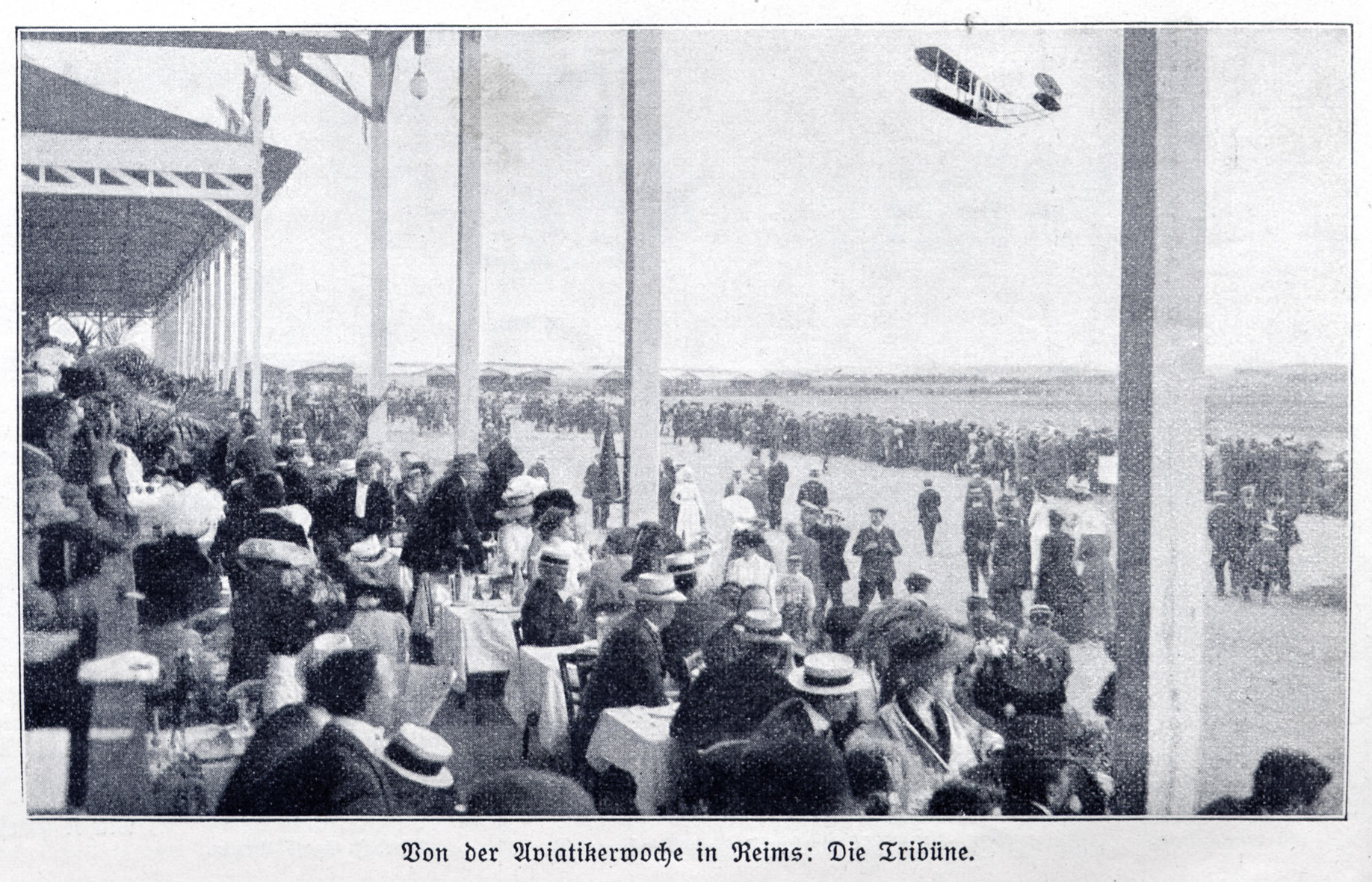
Un Wright Model A sorvola una tribuna durante il festival aeronautico di Reims, nell'agosto 1909.

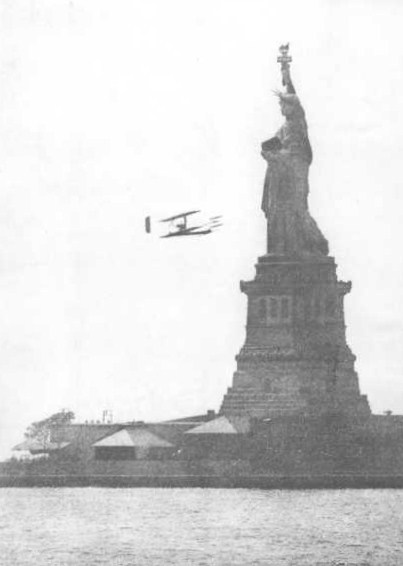
Il 4 ottobre 1909, a New York, Wilbur Wright compì uno spettacolare volo sul fiume Hudson in occasione della festa Hudson-Fulton, girando intorno alla Statua della Libertà sotto gli occhi di un milione di persone.

Wilbur continuò le sue dimostrazioni a Pau, nel sud della Francia, e poi a Centocelle, poco fuori Roma, in Italia, dove era stato spedito in precedenza un altro Model A. La fama dei Wright si diffuse in tutta Europa, e la loro popolarità salì alle stelle. Vennero firmati parecchi contratti per la produzione su licenza del Model A in Francia, in Italia e anche nel Regno Unito.
Molti esemplari di Wright Model A vennero costruiti su licenza in Europa, dove parteciparono ad alcune gare importanti come il meeting di Reims del 1909. In particolare in Germania la ditta Flugmaschine Wright GmbH produsse prima del 1913 60 velivoli, che influenzarono profondamente la nascente industria aeronautica tedesca.

### Prove per l'esercito: Model A e Military Flyer
Nel frattempo, Orville si era occupato delle prove per l'esercito statunitense. Giunse a Fort Myer, in Virginia, il 20 agosto 1908. Lì, presso il terreno destinato alle parate militari dove avrebbe dovuto eseguire le sue dimostrazioni, trovò il suo Model A che, insieme ai tecnici Charlie Taylor e Charlie Furnas, l'aveva preceduto a destinazione. Lavorò a lungo alla messa a punto del velivolo, e in particolare del motore, pressato di continuo da giornalisti, politici e militari che gli ponevano quelle che lui stesso definì «decine di migliaia di domande prive di senso».
L'aereo fu finalmente pronto per volare il 3 settembre. Il suo primo, breve volo non impressionò molto il pubblico; tuttavia, nel giro di una settimana, i voli del Model A si allungarono fino a superare l'ora di durata, e ben presto Orville iniziò a prendere a bordo dei passeggeri (specialmente tra i militari che dovevano valutare il velivolo). Essi furono positivamente impressionati dalle caratteristiche della macchina, ma un grave incidente si verificò il 17 settembre. Orville stava volando con al suo fianco il tenente Thomas Selfridge dell'esercito degli Stati Uniti, quando un'elica improvvisamente si ruppe; i suoi frammenti danneggiarono la coda, l'aereo andò fuori controllo e si schiantò violentemente al suolo. Orville venne subito recuperato dal relitto e portato in ospedale; se la cavò con una gamba fratturata e diverse costole rotte, e riportò delle ferite alla schiena che, così come la gamba, avrebbero continuato a fargli male per il resto della sua vita. Ci volle più tempo per liberare Selfridge dai resti del velivolo, che l'avevano quasi seppellito; giunse in ospedale in condizioni gravissime, e morì quella sera stessa sul tavolo operatorio. Fu la prima vittima di un incidente aereo con un velivolo motorizzato più pesante dell'aria.
Orville rimase convalescente per diversi mesi; poi, insieme alla sorella Katharine raggiunse Wilbur in Europa per la parte finale del suo tour. Nonostante l'incidente, l'esercito si era convinto che i velivoli dei Wright fossero macchine valide; conosciute le cause dell'incidente, si dichiarò pronto a riprendere le prove di valutazione quando i Wright fossero stati pronti, e non cancellò il contratto per l'acquisto di un velivolo a patto che le dimostrazioni venissero portate a termine entro un anno.
I Wright costruirono quindi un altro aereo, che chiamarono Wright Military Flyer e che giunse a Fort Myer, pronto per riprendere i test, il 18 giugno 1909. Anche questo aereo era estremamente simile ai suoi predecessori, ma incorporava alcune modifiche volte a ottimizzare le sue prestazioni in termini di velocità: uno dei requisiti posti dagli acquirenti militari infatti era che l'aereo potesse toccare le 40 miglia orarie (64 chilometri orari), e inoltre l'esercito avrebbe pagato un bonus cospicuo se l'aereo avesse superato quella velocità. Il Military Flyer, quindi, aveva ali leggermente più corte rispetto al Model A, eliche più grandi e un rapporto di trasmissione differente; il motore era lo stesso, ma sviluppava 26 chilowatt anziché 23 (35 cavalli anziché 31) perché aveva subito un opportuno procedimento di rodaggio.
Volò per la prima volta il 29 giugno 1909. I test andarono bene, e furono completati il 30 luglio con la prova di velocità: il Military Flyer coprì 44 miglia (70,81 chilometri) a una velocità media di 42,58 miglia orarie (68,52 chilometri orari). Avendo l'aereo superato di due miglia orarie la velocità richiesta, l'esercito pagò ai Wright un bonus di 5 000 dollari che si aggiunse ai 25 000 dollari del prezzo dell'aereo.
Il Military Flyer, primo aereo militare "pratico" ad entrare in servizio in una forza armata, venne trasferito dall'esercito a College Park, nel Maryland; qui, nell'ottobre 1909, Wilbur addestrò i primi piloti dell'U.S. Army, i tenenti Frank P. Lahm e Frederic E. Humphries.
Nel corso di questi voli Wilbur sperimentò l'installazione di uno stabilizzatore in coda; altrettanto fece contemporaneamente anche Orville, che nel settembre 1909 eseguì dimostrazioni di volo in Germania. Nel 1910, mentre serviva ad addestrare il tenente Benjamin Foulois a Fort Sam Houston, in Texas, il Military Flyer ricevette l'installazione di un carrello dotato di ruote sotto i suoi tipici pattini. Fu la prima volta che un velivolo Wright ricevette un vero e proprio carrello. Queste modifiche, l'introduzione delle ruote e di piani di coda orizzontali in luogo dell'equilibratore canard, divennero ben presto le caratteristiche salienti del nuovo Wright Model B.
Nel maggio 1911, dopo che l'esercito ebbe finito di servirsi del Military Flyer, i Wright si occuparono di ripristinare la sua configurazione originale senza ruote e, il 20 ottobre di quell'anno, l'aereo venne esposto presso la Smithsonian Institution di Washington

## Esemplari attualmente esistenti
Il Wright Military Flyer è tuttora conservato presso il padiglione dedicato all'aviazione pionieristica del National Air and Space Museum della Smithsonian Institution di Washington, D.C. L'unico Model A sopravvissuto, invece, è conservato presso il Deutsches Museum di Monaco di Baviera, in Germania.

## Bibliografia

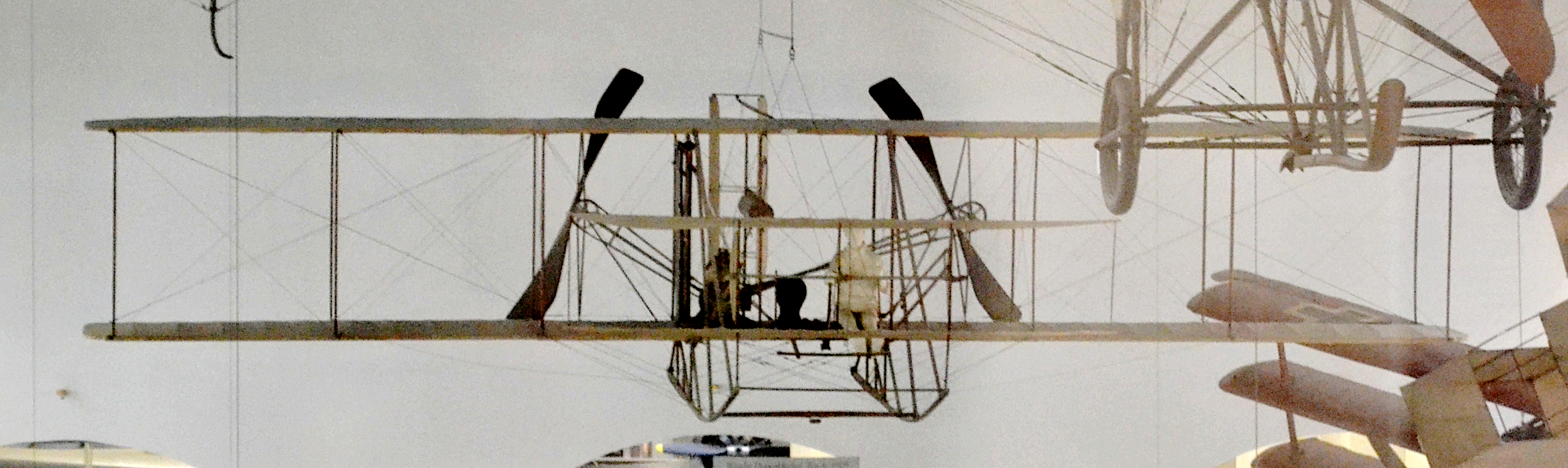
L'unico Wright Model A sopravvissuto, a parte il Military Flyer della Smithsonian Institution, è un esemplare costruito su licenza in Germania e conservato al Deutsches Museum di Monaco di Baviera.